# Хаммам-Васель (нохія)
Хаммам-Васель (араб. ناحية حمام واصل‎‎) — нохія у Сирії, що входить до складу району Баніяс провінції Тартус. Адміністративний центр — м. Хаммам-Васель.
| Сирія | Це незавершена стаття з географії Сирії. Ви можете допомогти проєкту, виправивши або дописавши її. |